# Vrane (gmina Arilje)
Vrane (cyr. Вране) – wieś w Serbii, w okręgu zlatiborskim, w gminie Arilje. W 2011 roku liczyła 738 mieszkańców.